# Muraltia heisteria
Muraltia heisteria är en jungfrulinsväxtart som först beskrevs av Carl von Linné, och fick sitt nu gällande namn av Dc.. Muraltia heisteria ingår i släktet Muraltia och familjen jungfrulinsväxter. Utöver nominatformen finns också underarten M. h. pilosa.